# 名岐鉄道デホワ1500形電車
名岐鉄道デホワ1500形電車（めいぎてつどうデホワ1500がたでんしゃ）は、名古屋鉄道の前身の名岐鉄道が新製した木造電動貨車。

## 概要
木造車体の四軸ボギー車で、1934年（昭和9年）に1501 - 1502の2両が新製された。
名古屋鉄道となるとデワ1500形に変更。1954年（昭和29年）頃、貨物室にエアーコンプレッサーを取り付けるなどの改造がされ、デキ1500形電気機関車となる。1500V専用としての改造が同時に行われ、犬山線などで使用された。
電動貨車を改造した電気機関車だったことと出力不足と老朽化のため、1966年（昭和40年）に全車が廃車となった。